# استودیوهای سوییت‌سایلنس
استودیوهای سوییت سایلنس (Sweet Silence Studios) در بیشتر دوران فعالیت خود ، استودیوی ضبط پیشرو دانمارکی برای موسیقی راک بود. این بنا در ابتدا در فوریه ۱۹۷۶ توسط مهندسان دانمارکی فردی هانسون، فلمینگ راسموسن و استیگ کروتزفلد در آماگر ساخته شد. فلمینگ راسموسن بلافاصله به عنوان دستیار مهندس استخدام شد که بعداً تهیه‌کننده و مهندس اصلی شد و در سال ۱۹۹۹ مالکیت کامل استودیو را به دست گرفت.

## ضبط‌ها
| تاریخ | هنرمند                    | آلبوم |
| ----- | ------------------------- | --- |
| ۱۹۷۶  | ستارهٔ تنها                | ستارهٔ تنها |
| ۱۹۷۶  | گازولین                   | بعد از روز |
| ۱۹۷۷  | دکتر هوک                  | عشق و موسیقی                                                                                                  |
| ۱۹۷۷  | " شیت و شانل "            | " شیت و شانل " شماره ۵                                                                                        |
| ۱۹۷۸  | رنگو ستار                 | جلسات سقط جنین آواز برای "As Far As We Can Go" برای آلبوم محدود انتشار استار در سال ۱۹۸۳ استفاده شد موج قدیمی |
| ۱۹۷۸  | سی وی جورجنسن             | وید و وارمن                                                                                                   |
| ۱۹۷۸  | گروه چهارگوهان دوگ رانی   | معرفی دوگ رانئی                                                                                               |
| ۱۹۷۹  | دو یخ                     | من نمیتونم |
| ۱۹۸۰  | کلیشی                     | سوپرتانکر |
| ۱۹۸۰  | چارتت چیت بیکر            | مشکلی نیست |
| ۱۹۸۱  | قوس قزح                   | درمان دشوار                                                                                                   |
| ۱۹۸۳  | قوس قزح                   | شکلی که از آن خارج شده است                                                                                    |
| ۱۹۸۴  | متالکا                    | سوار برق شو                                                                                                   |
| ۱۹۸۵  | دوگ رانی کوینت            | پرنده تنبل |
| ۱۹۸۶  | متالکا                    | ارباب عروسک‌ها                                                                                                 |
| ۱۹۸۷  | دخترهای خوشگل             | جهان آینده |
| ۱۹۹۰  | شاه الماس                 | چشم |
| ۱۹۹۱  | سرنوشت مهربان / شاه الماس | یک جلسه خطرناک                                                                                                |
| ۱۹۹۸  | اس پایه                   | تابستان ظالمانه                                                                                               |